# Marea Laptev
Marea Laptev este o mare din Oceanul Arctic, fiind situată între insulele Novaia Zemlia la vest, peninsula Taimâr la sud-vest și insulele Noii Siberii la est.

## Istoric
Marea Laptev și-a primit numele de la exploratorii ruși Dimitrii și Hariton Laptev, care au explorat marea în secolul al XVIII-lea. 

## Geografie
Marea Laptev este una dintre cele mai mari mări ale Oceanului Arctic. Principalele râuri ce se varsă în mare sunt Lena, care formează o mică deltă la vărsarea în ocean, Hatanga, Yana și Oleniok. 

## Clima
Clima este una rece, marea fiind ocupată de ghețari aproape tot anul, în afară de lunile iulie - august. 

## Fauna
Sunt des întâlnite foca și morsa.

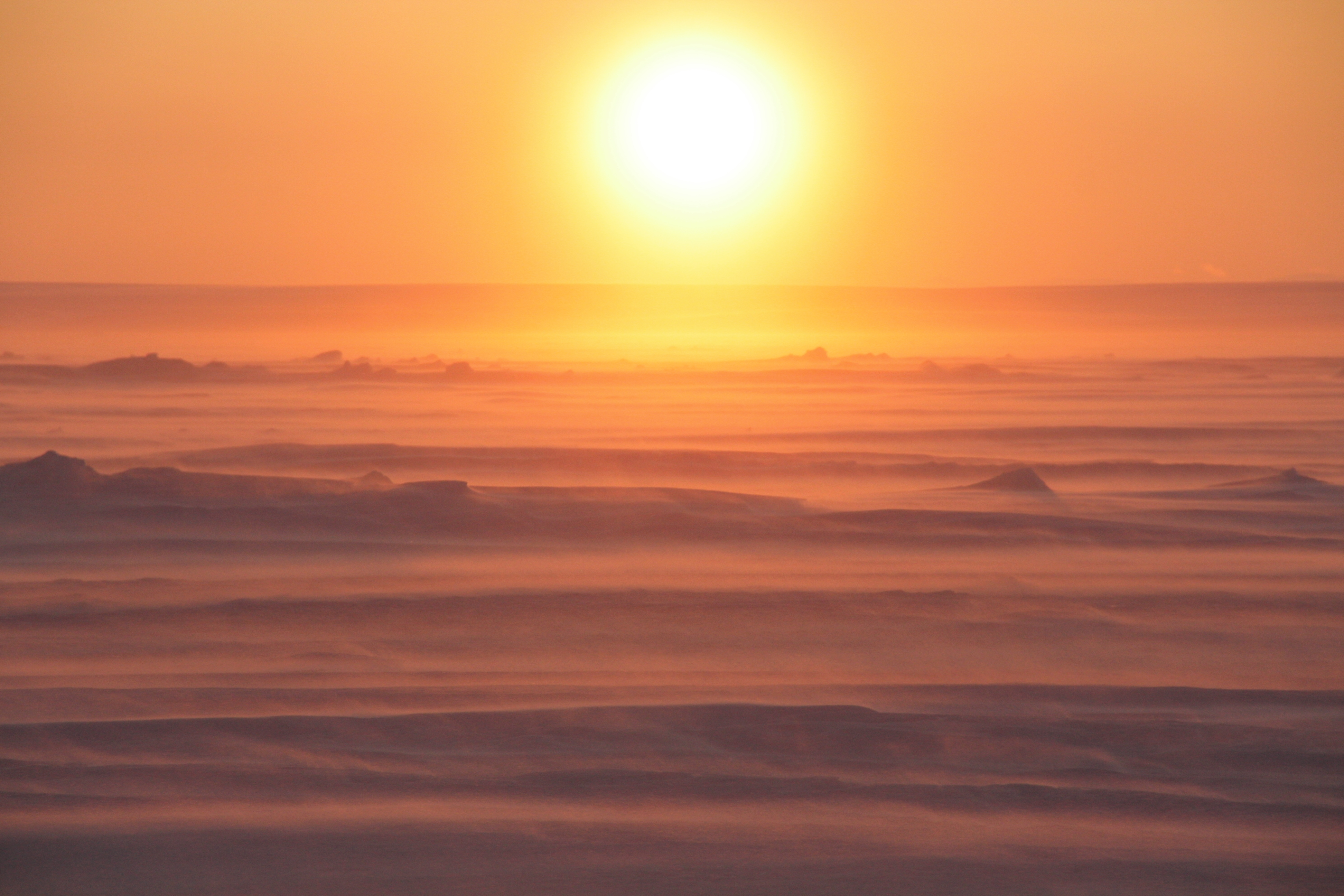
Marea Laptev. Apus de soare.
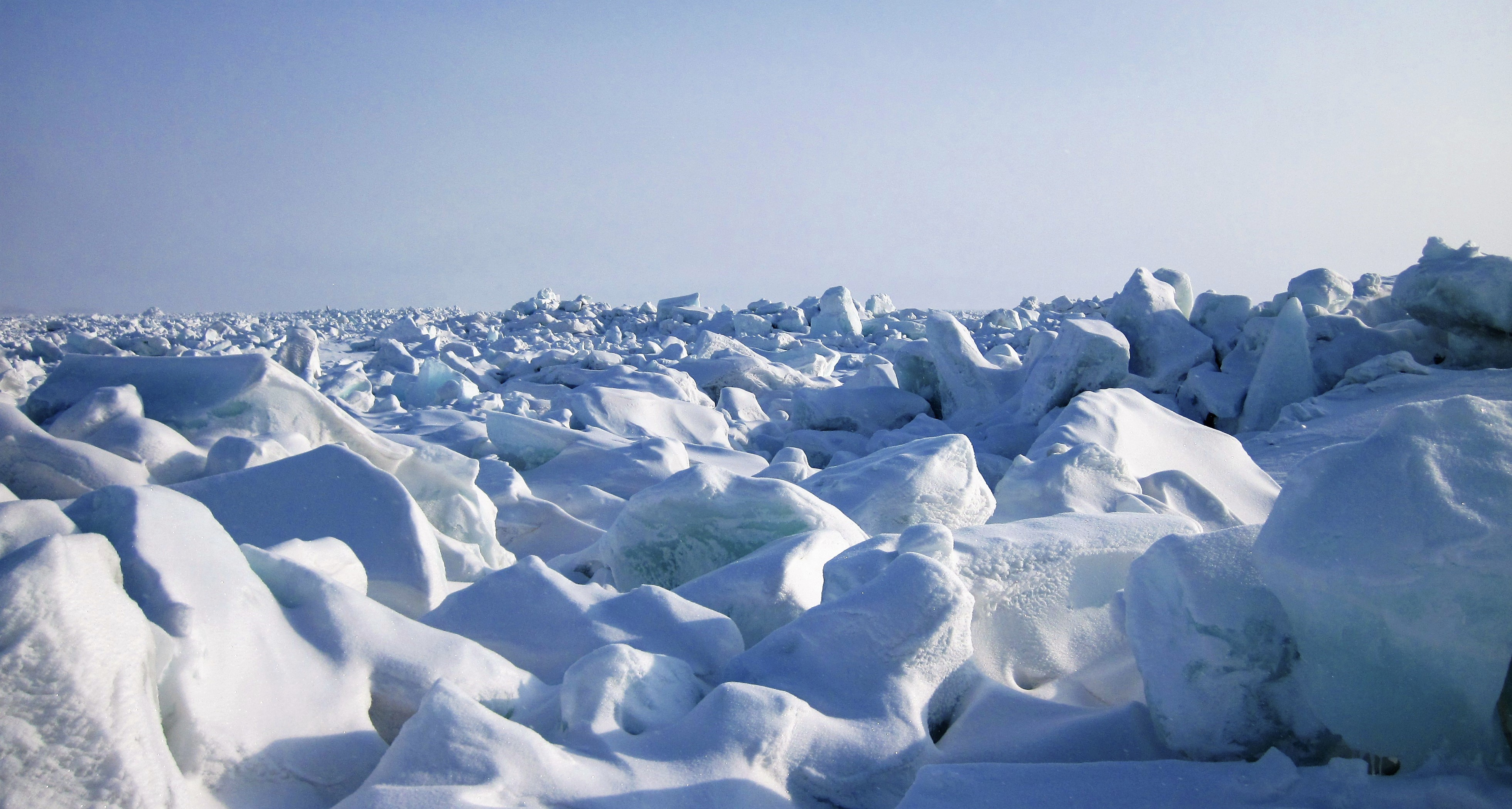
Marea Laptev. Gheata.
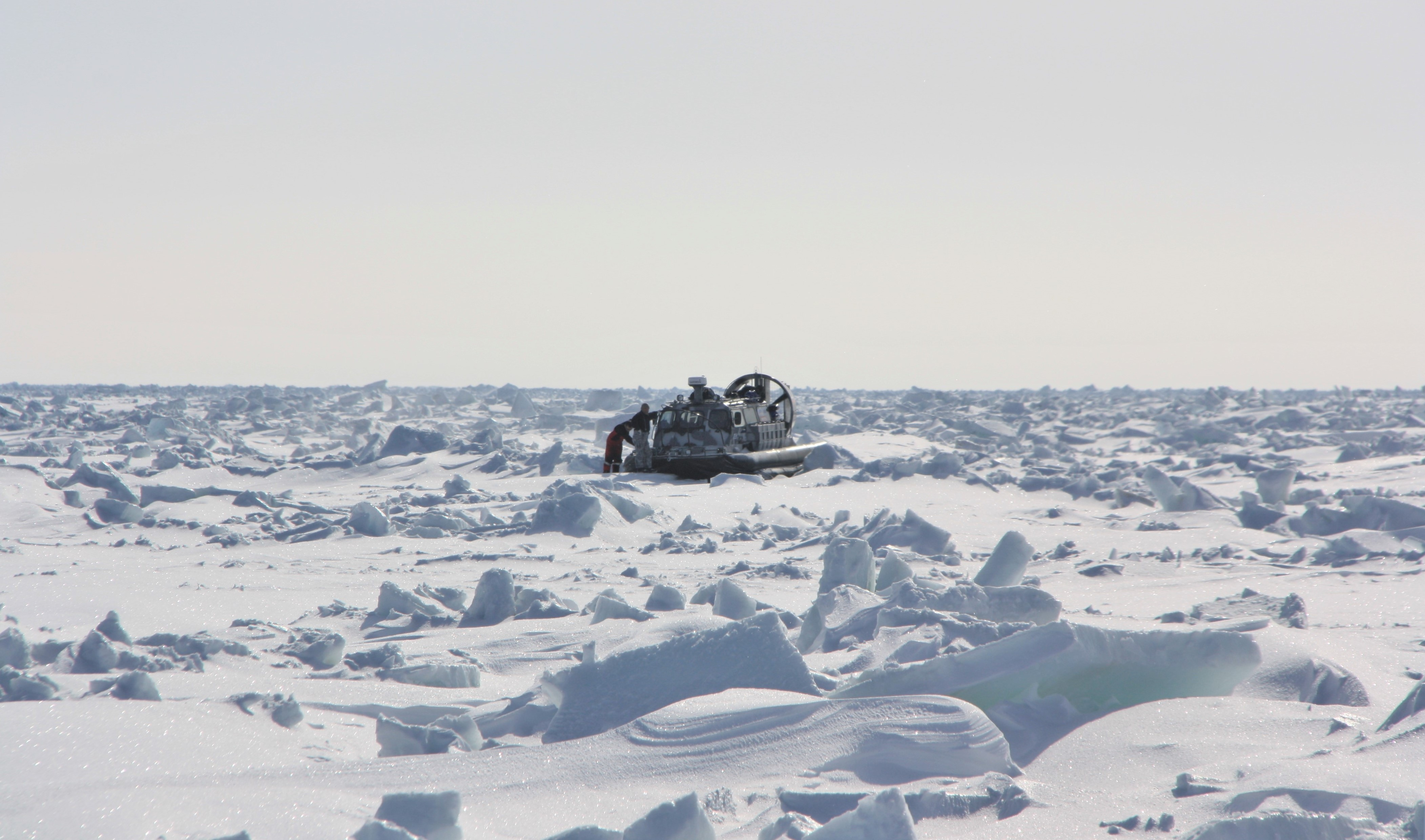
Barca pe o pernă de aer Hivus-10 în marea Laptev